# 백록담이끼속
백록담이끼속 또는 안텔리아속(Antheliaceae)은 망울이끼목에 속하는 우산이끼류 속의 하나이다. 백록담이끼과(Antheliaceae)의 유일속이다.

## 하위 종
- A. julacea
- 백록담이끼 (A. juratzkana)